# اصطناع كيميائي

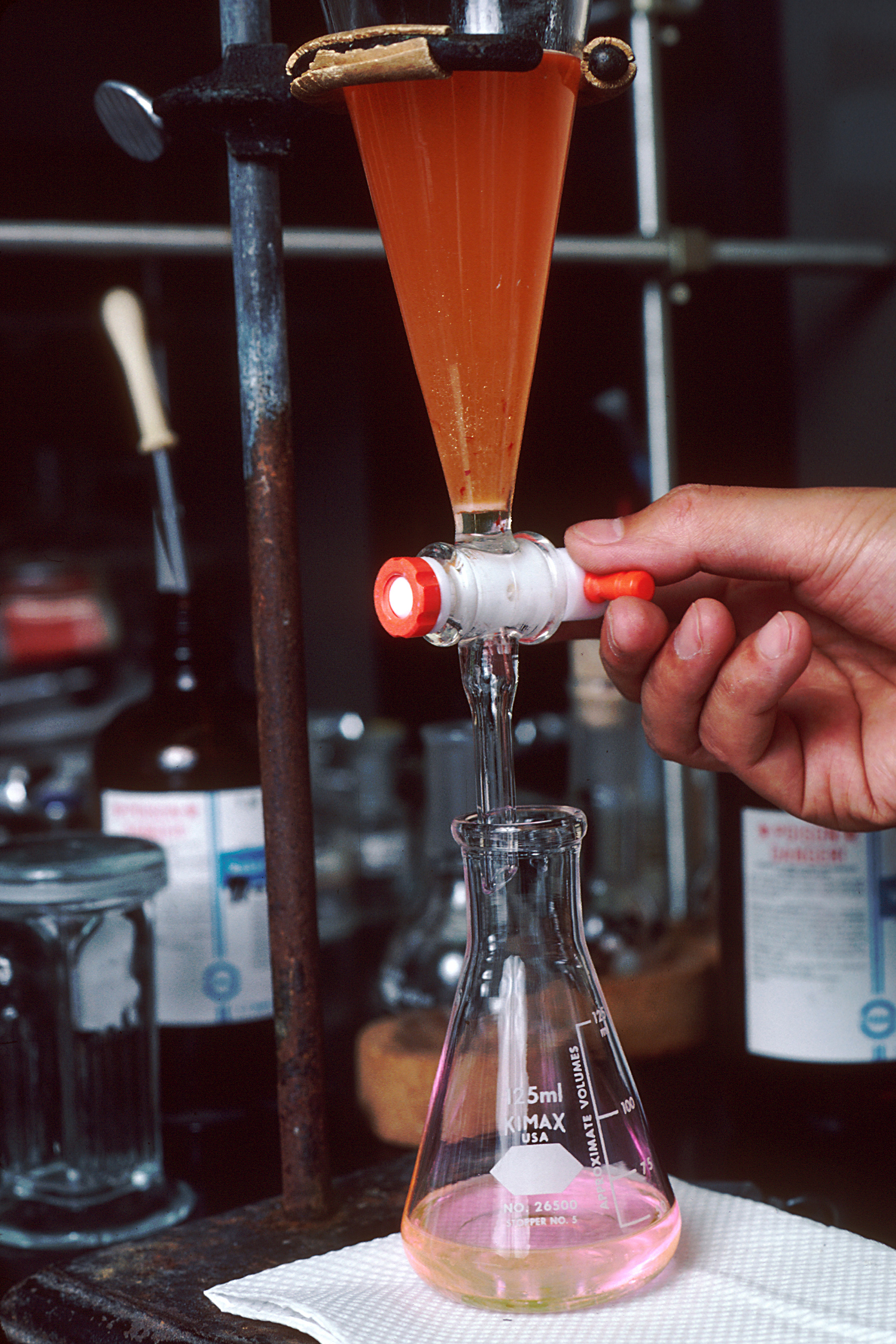
عالم كيمياء أو مهني متخصص يضيف كمية محددة من مادة كيميائية لصنع مركب معين - مكون دواء في هذه الحالة.

الاصطناع أو التخليق الكيميائي (بالإنجليزية: Chemical synthesis)‏ مصطلح يطلق على عملية تصنيع مادة كيميائية ما اعتبارا من مركبات كيميائية أولية غاية في البساطة، تتضمن العملية استخدام إجراءات فيزيائية وكيميائية وتتخللها طبعا تفاعلات كيميائية للحصول على المنتج المراد تصنيعه. ويشترط في طريقة التصنيع أن تكون عملية وقابلة للإعادة reproducible أي يمكن اجراءها في عدة مختبرات. ويفضل أيضا أن تحقق مردودا عاليا. ويتم الاصطناع عن طريق إضافة مادة أو أكئر إلى بعضها البعض حتى يحصل التفاعل الكيماوي بينها ونحصل على مادة جديدة.
يشتمل التخليق الكيميائي على مركب واحد أو أكثر يعرف باسم الكواشف أو المواد المتفاعلة والتي ستخضع للتحول عند تعرضها لظروف معينة. يمكن تطبيق أنواع التفاعل المختلفة لصياغة المنتج المطلوب. يتطلب هذا خلط المركبات في وعاء تفاعل، مثل مفاعل كيميائي أو قارورة بسيطة مستديرة القاع. تتطلب العديد من ردود الفعل شكلاً من أشكال إجراءات العمل أو التنقية لعزل المنتج النهائي.
كمية المنتج المنتجة في تخليق كيميائي هي ناتج التفاعل، والذي يتم التعبير عنه عادة كنسبة مئوية من تحويل المادة المتفاعلة المحددة. عادة ، يتم التعبير عن المحصول الكيميائي كوزن بالجرام (في بيئة المختبر) أو كنسبة مئوية من إجمالي الكمية النظرية للمنتج التي يمكن إنتاجها استنادًا إلى الكاشف المحدد. التفاعل الجانبي هو تفاعل كيميائي غير مرغوب فيه يحدث ، مما يقلل من إنتاج المنتج المطلوب. تم استخدام كلمة توليف لأول مرة من قبل الكيميائي هيرمان كولبي.